# Bahnhof Mukawa
Der Bahnhof Mukawa (jap. 鵡川駅, Mukawa-eki) ist ein Bahnhof auf der japanischen Insel Hokkaidō. Er befindet sich in der Unterpräfektur Hidaka auf dem Gebiet der Gemeinde Mukawa.

## Beschreibung
Mukawa ist ein Endbahnhof und früherer Trennungsbahnhof an der Hidaka-Hauptlinie. Diese wird von der Bahngesellschaft JR Hokkaido betrieben und führt von Tomakomai bis hierhin, während der daran anschließende Streckenabschnitt bis Samani nicht mehr in Betrieb ist. Der Bahnhof verfügt über zwei Gleise an zwei versetzten Seitenbahnsteigen. Hinzu kommen ein Abstellgleis und die Zufahrt zu einem kleinen zweigleisigen Depot, das dem Abstellen von Bahndienstfahrzeugen dient. Westlich des Bahnhofs überquert eine Fußgängerüberführung die Gleisanlagen.
Auf dem Bahnhofsvorplatz befindet sich eine Bushaltestelle der Gesellschaft Dōnan Bus.

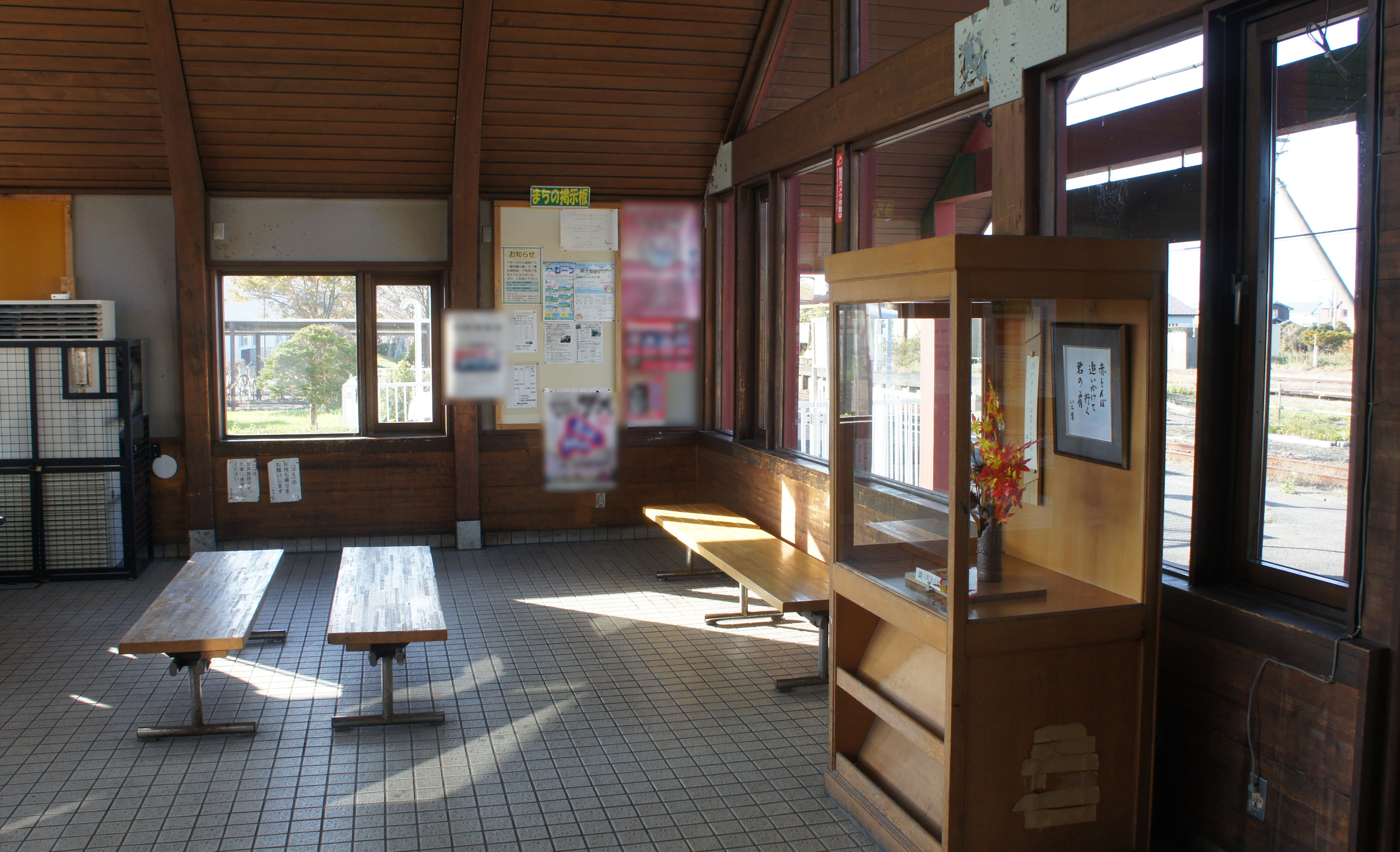
Warteraum (Oktober 2018)

## Geschichte

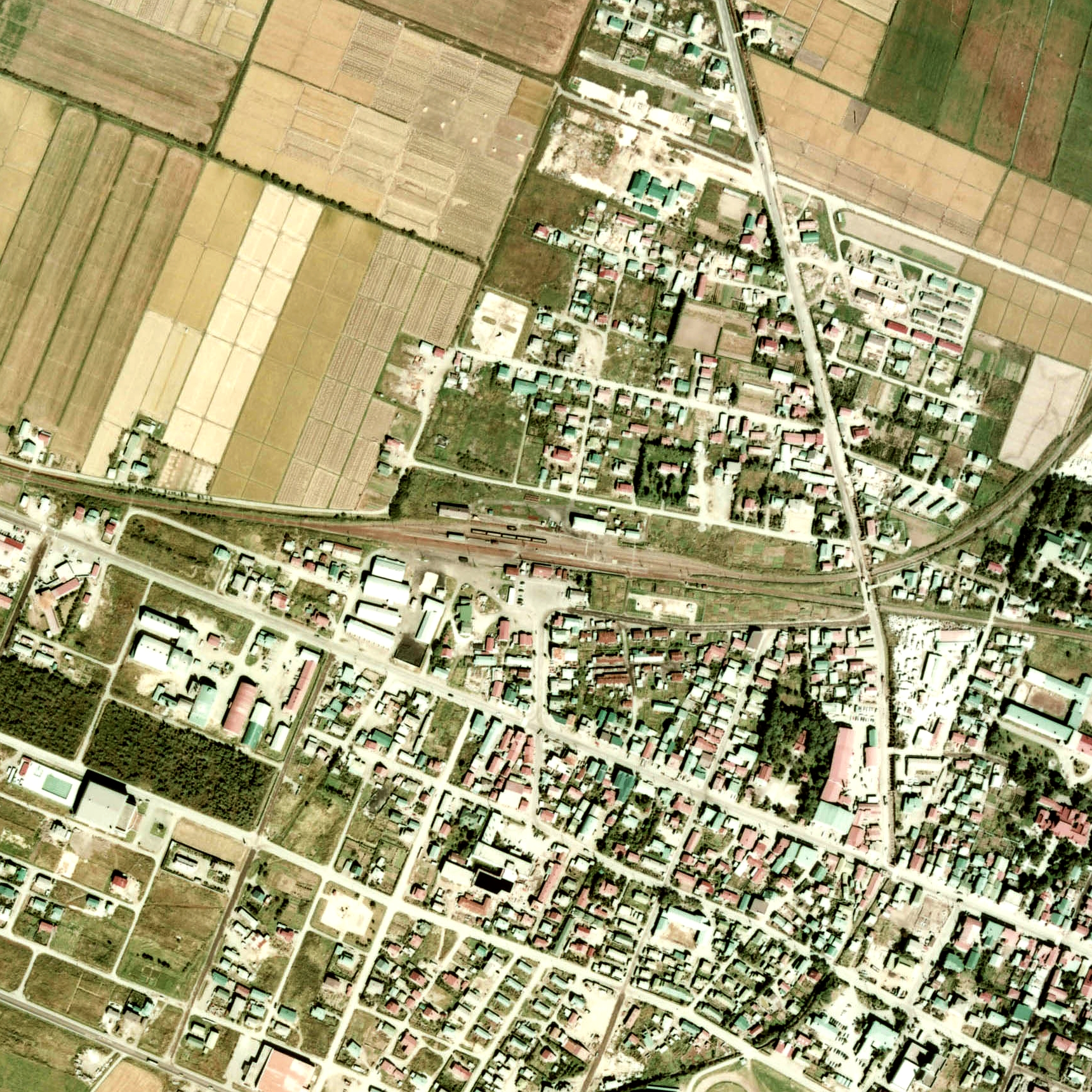
Luftansicht (1975)

Zur Versorgung einer Papierfabrik in Tomakomai mit Holz baute der Konzern Ōji Seishi eine Kleinbahn nach Tomikawa. Die am 1. Oktober 1913 eröffnete Strecke der Tomakomai Keibentetsudō (苫小牧軽便鉄道) führte der Küste entlang, hatte eine Spurweite von 762 mm und erhielt einen Bahnhof in Mukawa. 1927 wurde die Tomakomai Keibentetsudō verstaatlicht und ihre Strecke erhielt die Bezeichnung Hidaka-Linie. Das nun zuständige Eisenbahnministerium führte daraufhin eine Umspurung auf die übliche Kapspur (1067 mm) durch; diese war auf dem durch Mukawa führenden Abschnitt am 26. November 1929 abgeschlossen.
Am 1. November 1943 eröffnete das Eisenbahnministerium ein Teilstück der Tomiuchi-Linie von Mukawa nach Toyoshiro; am selben Tag benannte sie die Hidaka-Linie in Hidaka-Hauptlinie um. Von 1959 bis 1986 bot die Japanische Staatsbahn Schnellzüge von Sapporo nach Samani mit Halt in Mukawa an. Am 1. Februar 1977 stellte sie den Güterumschlag ein, genau sieben Jahre später auch die Gepäckaufgabe. Außerdem legte sie am 1. November 1986 die Tomiuchi-Linie still, sodass Mukawa wieder ein Durchgangsbahnhof war. Im Rahmen der Staatsbahnprivatisierung ging der Bahnhof am 1. April 1987 in den Besitz der neuen Gesellschaft JR Hokkaido über.
Ab 8. Januar 2015 war die Hidaka-Hauptlinie südöstlich von Mukawa außer Betrieb, nachdem starke Flutwellen das Gleisbett unterspült und die Schäden die Strecke unpassierbar gemacht hatten. Nach langwierigen Verhandlungen kamen JR Hokkaido und die Gemeinden entlang der Strecke überein, den beschädigten Streckenabschnitt Mukawa–Samani nicht wiederaufzubauen und den Schienenersatzverkehr in eine reguläre Buslinie umzuwandeln. Formell stillgelegt wurde der Abschnitt am 1. April 2021.